# George Charles Beresford

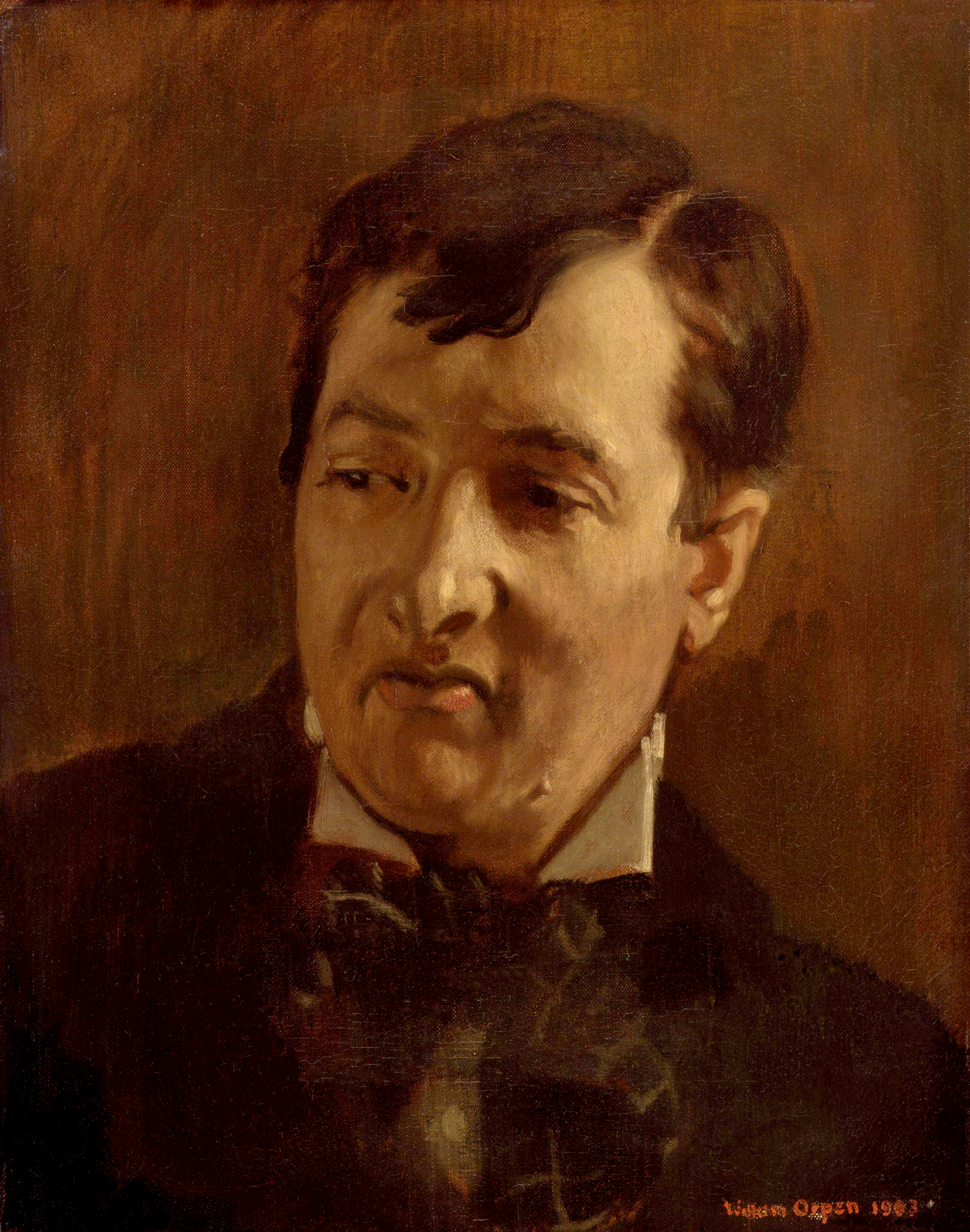
George Charles Beresford door zijn vriend Sir William Orpen, 1903

George Charles Beresford (Drumlease (Dromahair), 10 juli 1864 - Brighton, 21 februari 1938) was een in Ierland geboren Engels portretfotograaf.

## Leven en werk
Beresford was de zoon van de vermogende markies Henry Marcus Beresford en Julia Ellen Maunsell en de derde van vijf kinderen. Hij kreeg een ingenieursopleiding en ging in 1882 naar Indië. Vier jaar later kreeg hij malaria, keerde naar Engeland terug en ging kunst studeren. Zijn eerste schilderwerken werden tentoongesteld in de Royal Academy of Arts in London.
Beresford werd echter vooral aangetrokken door de fotokunst en opende in 1902 een fotostudio in Knightsbridge, aan de rand van Londen. Hier maakte hij in de periode tot 1932 een grote hoeveelheid platinoprints van beroemdheden, vooral schrijvers, kunstenaars en politici, en groeide uit tot een van de bekendste portretfotografen van zijn tijd. Zijn werken werd gepubliceerd tal van vooraanstaande tijdschriften, zoals The Tatler en The Illustrated London News.
Beresford stond ook bekend als een fanatiek en succesvol antiekhandelaar. Tijdens de Eerste Wereldoorlog schonk Beresford een grote som geld aan het Rode Kruis. Hij was nauw bevriend met de kunstschilders William Orpen en Augustus John.
Beresford overleed in 1938, op 73-jarige leeftijd.
Veel van zijn werk bevindt zich momenteel in de National Portrait Gallery.

## Galerij

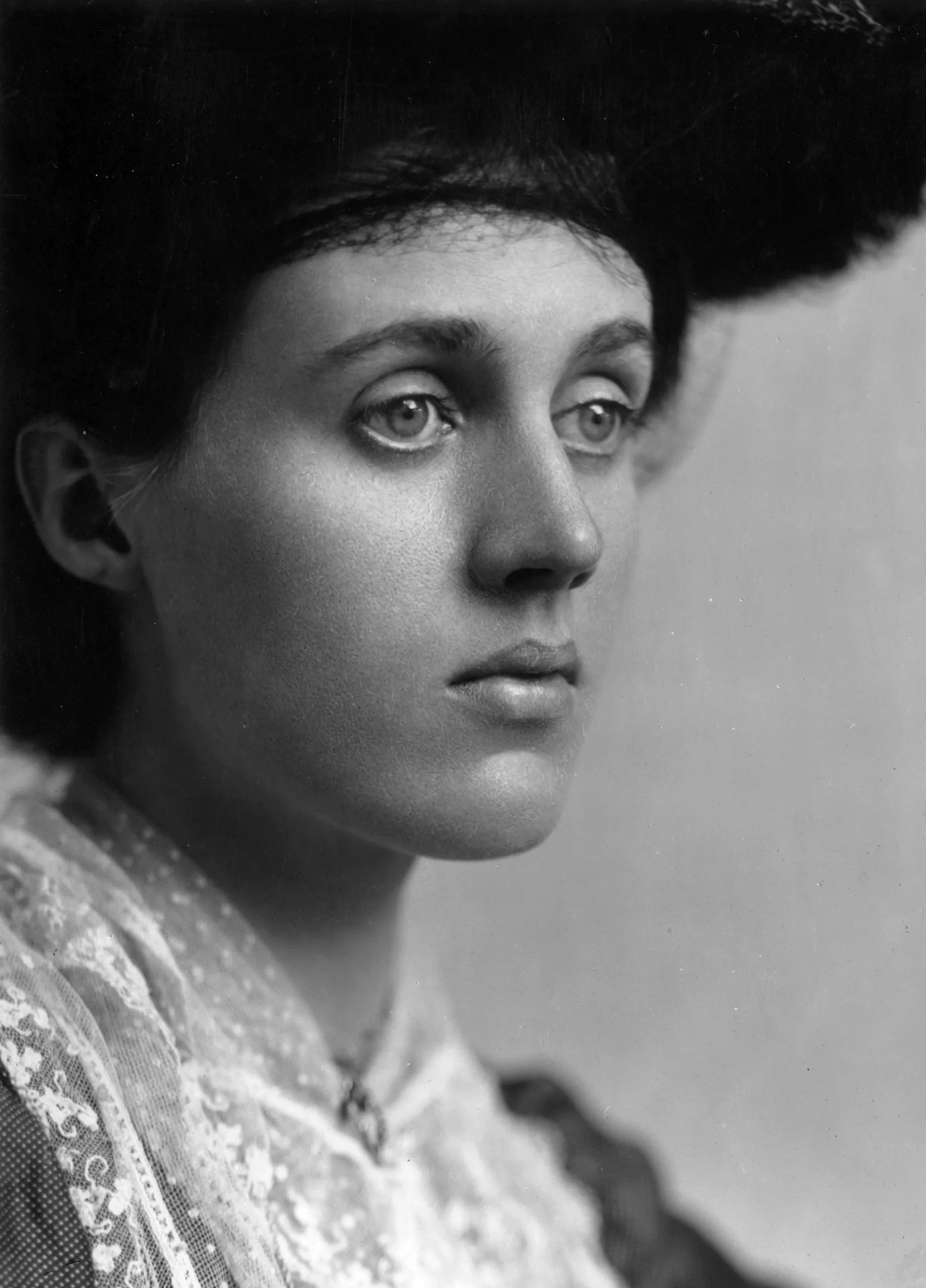
Vanessa Bell, Virginia Woolfs zus, 1903
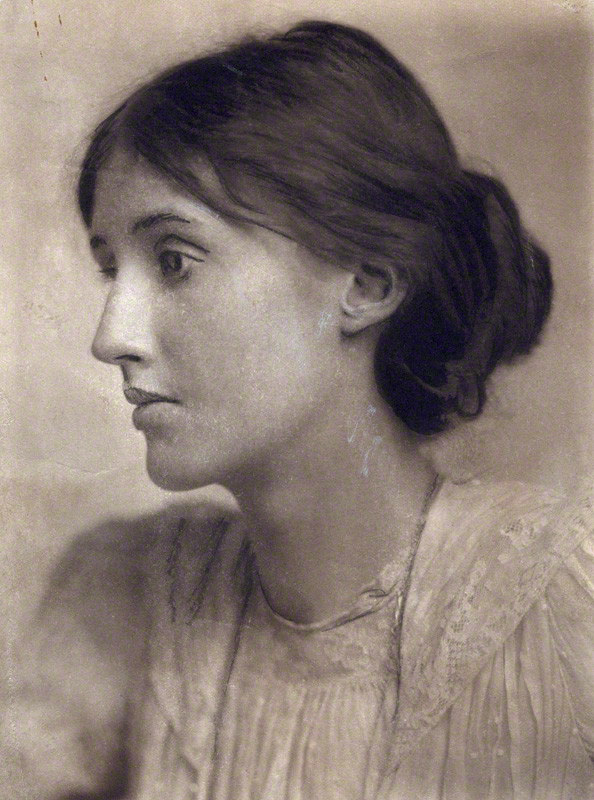
Virginia Woolf, 1902
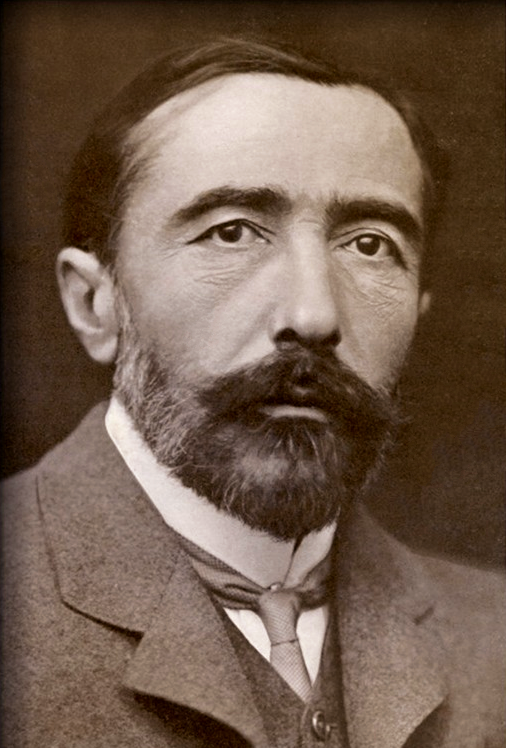
Joseph Conrad, 1904
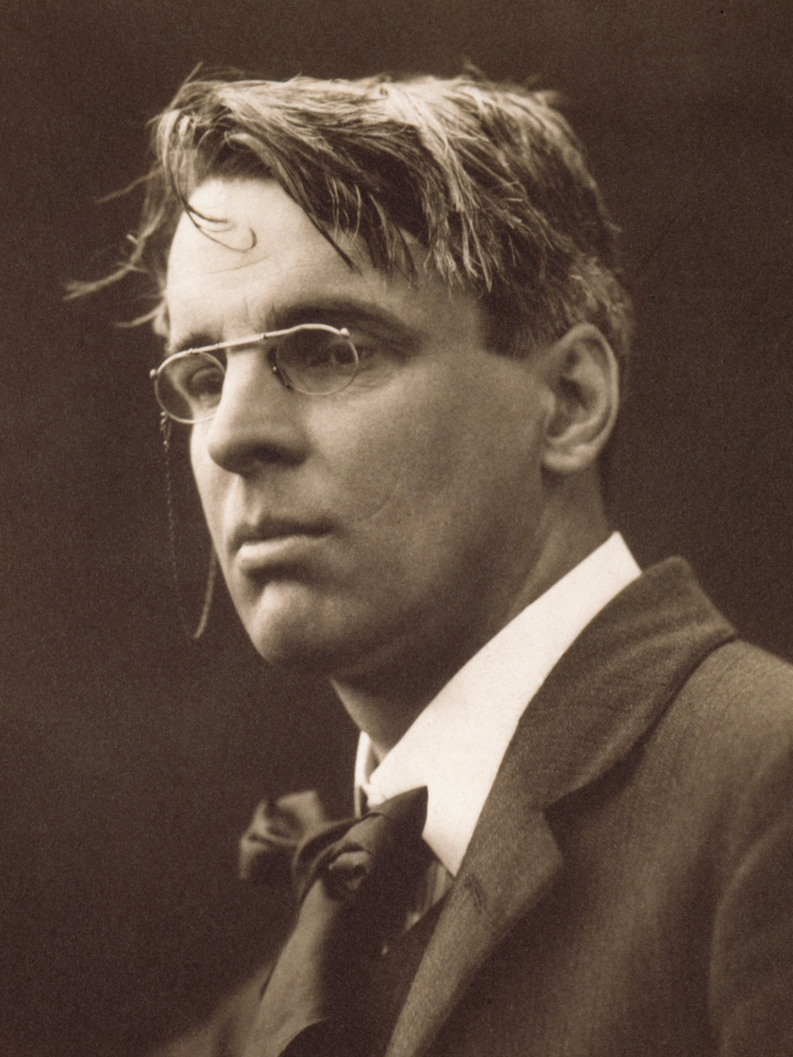
William Butler Yeats, 1911
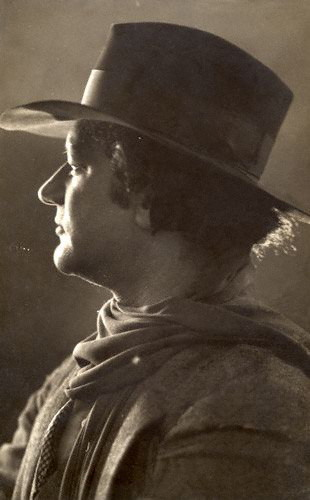
Jacob Epstein, 1924
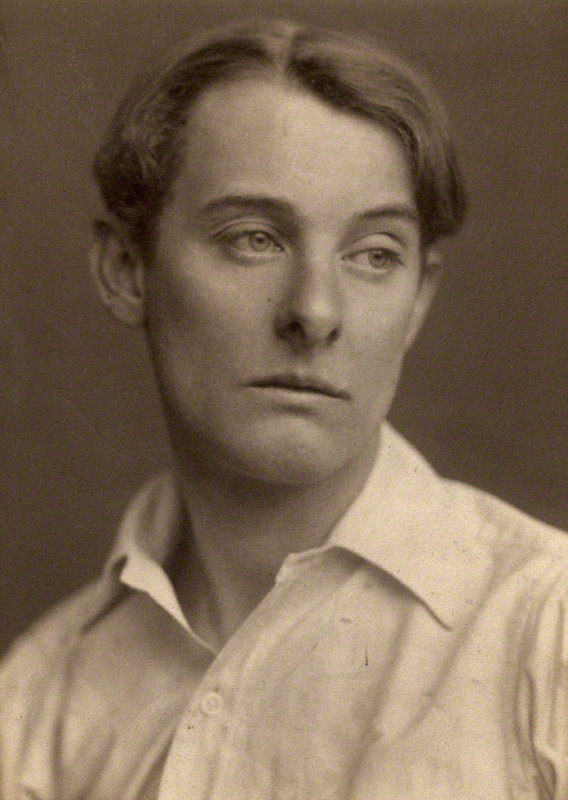
Lord Alfred Douglas, 1903
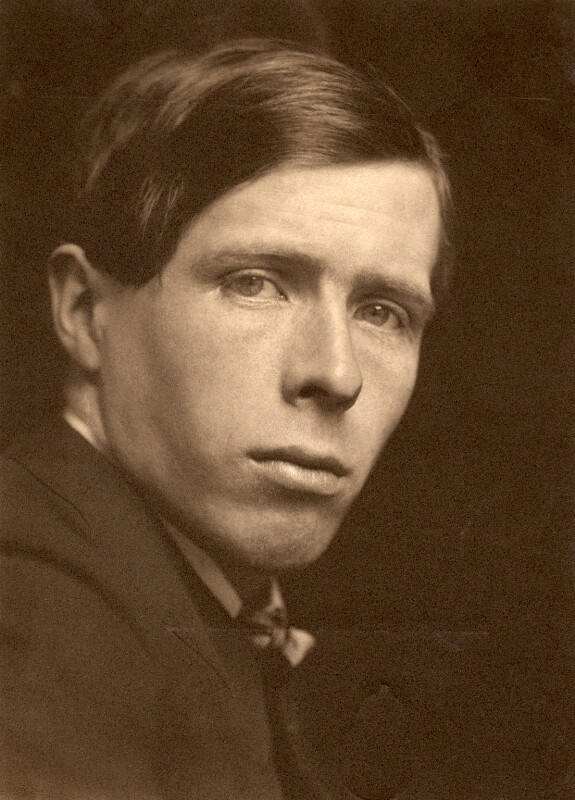
William Orpen, 1903
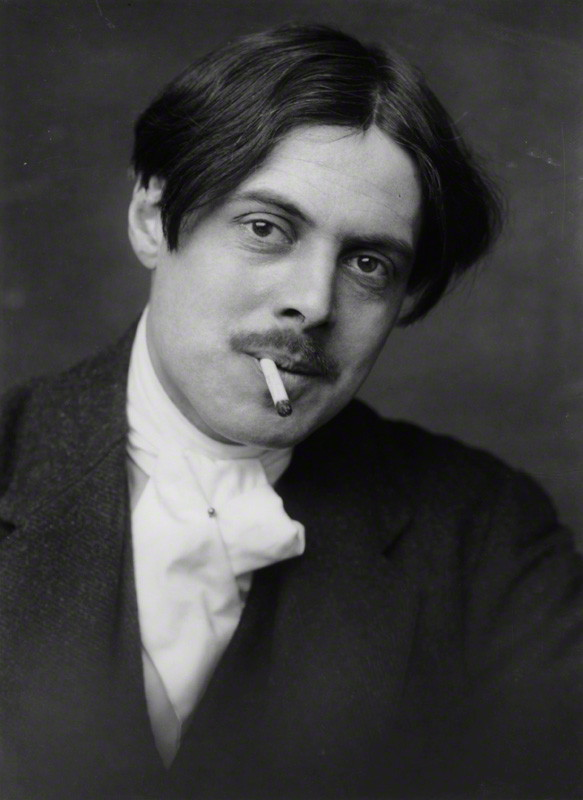
Wyndham Lewis, 1913
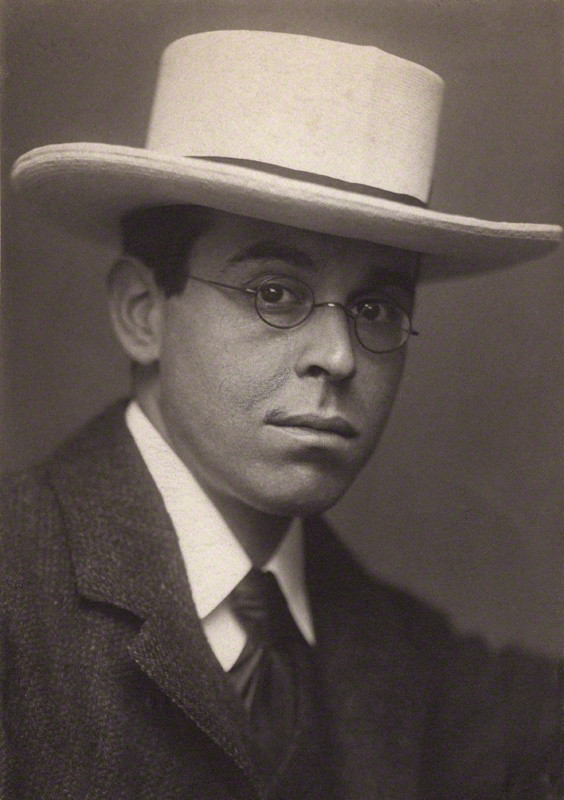
William Rothenstein, 1902
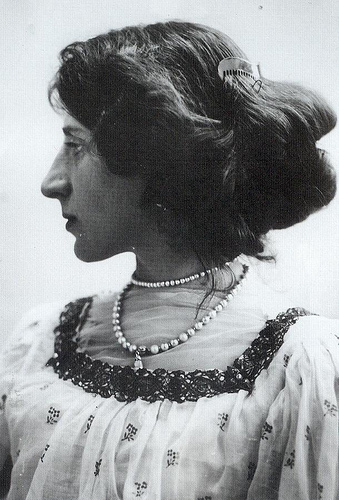
Lady Ottoline Morrell, 1903